# Vickers Viking
Vickers VC.1 Viking var det första nyutvecklade brittiska passagerarplanet efter andra världskriget och det var delvis baserat på Vickers Wellington-bombaren. Det var ett tvåmotorigt propellerdrivet passagerarplan som flög första gången 1945 och tillverkades i 163 exemplar av Vickers. Tillverkningen lades ner 1947.

## Design, utveckling och historia

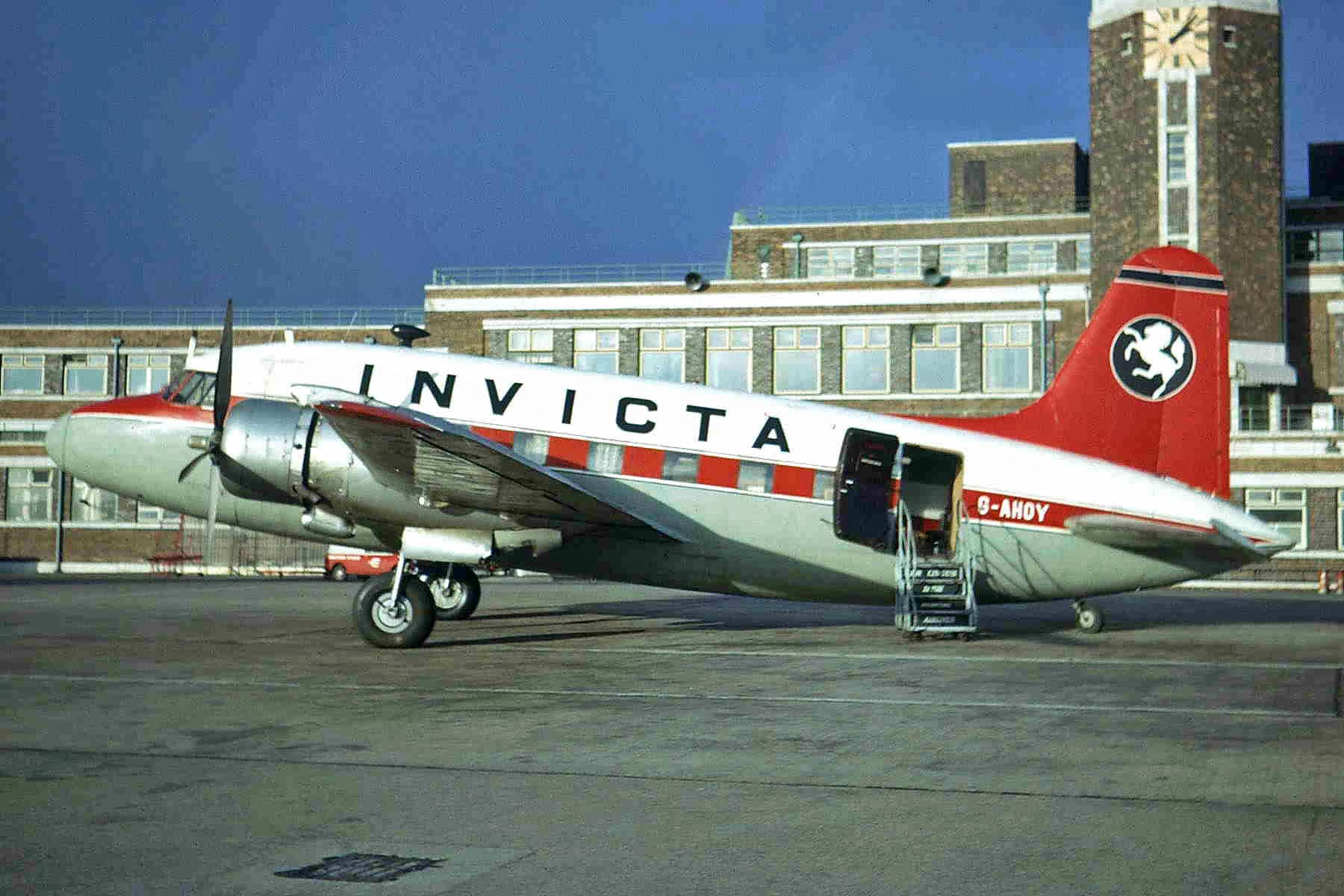
Invicta International Airlines Vickers Viking, 1965

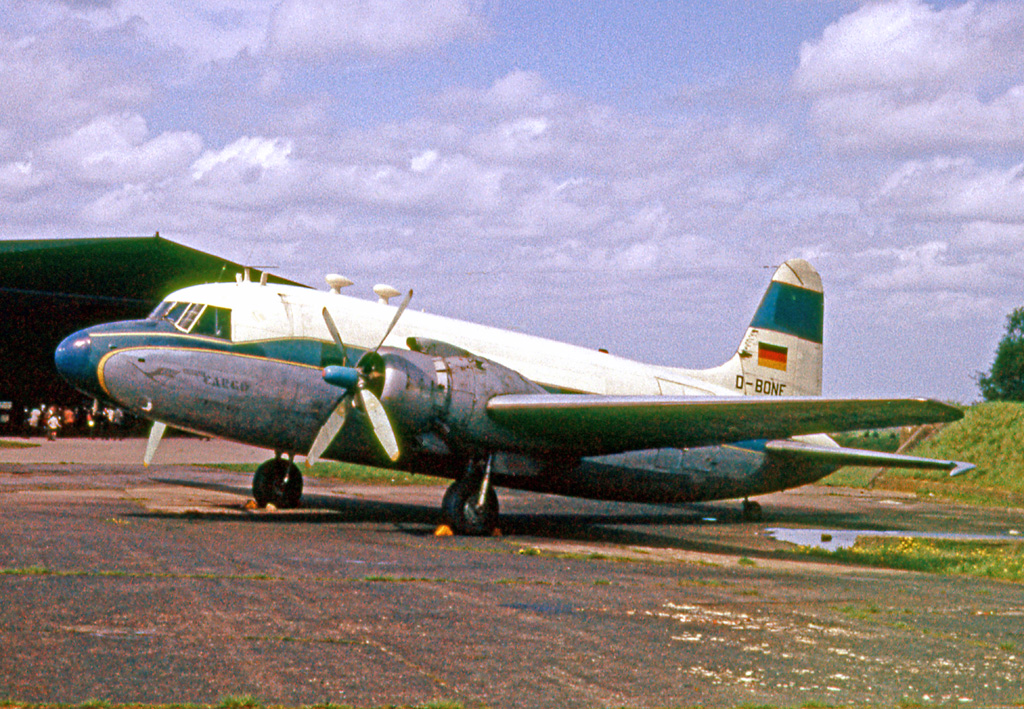
Lufthansa Cargo Vickers Viking (ägare: Condor), 1964

Viking planerades i början som ett kort- och medeldistansflygplan med en lastförmåga av 21 passagerare. Landstället och yttre vingarna var baserade på Vickers Wellington-bombplanet, medan kroppen var nyutvecklad. Viking togs i bruk av British European Airways (BEA) den 1 september 1946 mellan Northolt och Kastrups flygplats i Köpenhamn. Senare använde BEA inte mindre än 49 Viking samtidigt.

## Varianter
- Vickers Viking, 163 tillverkade
- Vickers Valetta, 263 tillverkade; militärt transportflygplan; stor fraktdörr; flögs av: Royal Air Force
- Vickers Varsity, 160 tillverkade; militärt skolflygplan; nosställ; flögs av: Royal Air Force, svenska flygvapnet, Jordaniens Flygvapen

## Flygbolag som flugit Viking
Denna lista är bara påbörjad. 
- Aer Lingus
- Aerolineas Argentinas
- Air India
- Autair
- Balair (Schweiz)
- British European Airways
- Condor (Deutsche Flugdienst)
- Det Danske Luftfartselskab
- Eagle Airways
- Europe Aero Service (Frankrike)
- Indian Airlines
- Indian National Airways
- Invicta International Airlines
- Iraqi Airways
- LTU International
- Lufthansa
- Misrair (Egypten)
- South African Airways